# Мезитли
Мезитли (тур. Mezitli) — район в провинции Мерсин (Турция), в настоящее время — часть города Мерсин.
На территории района Мезитли находятся развалины древнегреческого города Солы.